# 伊耶斯克群島
伊耶斯克群島是俄羅斯的群島，屬於法蘭士約瑟夫地群島的一部分，由2個島嶼組成，位於索爾茲伯里島東北面，行政方面由阿爾漢格爾斯克州負責管轄。